# Guerras anglo-neerlandesas
Las guerras anglo-neerlandesas fueron una serie de conflictos militares armados de los siglos XVII y XVIII, entre el Reino de Inglaterra (Reino de Gran Bretaña durante la cuarta guerra anglo-neerlandesa) y las Provincias Unidas de los Países Bajos, con el objetivo de controlar las rutas comerciales marítimas. Son conocidas como las guerras neerlandesas (Dutch wars) en Inglaterra y como las guerras marítimas inglesas (Engelse Zeeoorlogen) en los Países Bajos.
Durante el siglo XVII, Inglaterra y las Provincias Unidas se enfrentaron en las siguientes guerras coloniales:
- La primera guerra anglo-neerlandesa entre 1652 y 1654;
- La segunda guerra anglo-neerlandesa entre 1665 y 1667;
- La tercera guerra anglo-neerlandesa entre 1672 y 1674.

Avanzado el siglo XVIII hubo otro conflicto entre el Reino de Gran Bretaña y las Provincias Unidas:
- La cuarta guerra anglo-neerlandesa entre 1780 y 1784.

Y en el siglo XIX:
- La guerra anglo-neerlandesa de Java, librada entre 1810 y 1811 en la isla de Java. Durante las guerras Napoleónicas.

## Antecedentes
Tanto los británicos como los neerlandeses participaron en los conflictos religiosos europeos del siglo XVI entre la dinastía católica de los Habsburgo y los estados opuestos protestantes. Al mismo tiempo, al iniciarse la Era de los Descubrimientos, tanto neerlandeses como ingleses buscaron beneficios en el extranjero, en el Nuevo Mundo.

### Provincias Unidas de los Países Bajos
A principios del siglo XVII, los neerlandeses, mientras seguían luchando en la guerra de los Ochenta Años con los Habsburgo católicos, también comenzaron a realizar exploraciones de larga distancia por mar. La innovación neerlandesa en el comercio de acciones en una sociedad anónima les permitió financiar expediciones con suscripciones de acciones vendidas en las Provincias Unidas y en Londres. Fundaron colonias en Norteamérica, India e Indonesia (las Islas de las Especias). También disfrutaron de un éxito continuado en la corsetería: en 1628 el almirante Piet Heyn se convirtió en el único comandante que capturó con éxito una gran flota del tesoro española. Con los numerosos y largos viajes de los hombres de las Indias Orientales Neerlandesas, su sociedad construyó una clase de oficiales y un conocimiento institucional que más tarde sería replicado en Inglaterra, principalmente por la Compañía de las Indias Orientales.
A mediados del siglo XVII, los neerlandeses se unieron a los portugueses como principales comerciantes europeos en Asia. Esto coincidió con el enorme crecimiento de la flota mercante neerlandesa, que fue posible gracias a la barata producción en masa de los tipos de barcos de vela fluyt. Pronto los neerlandeses tuvieron una de las mayores flotas mercantes de Europa, con más barcos mercantes que todas las demás naciones juntas, y poseían una posición dominante en el Comercio marítimo del Báltico.

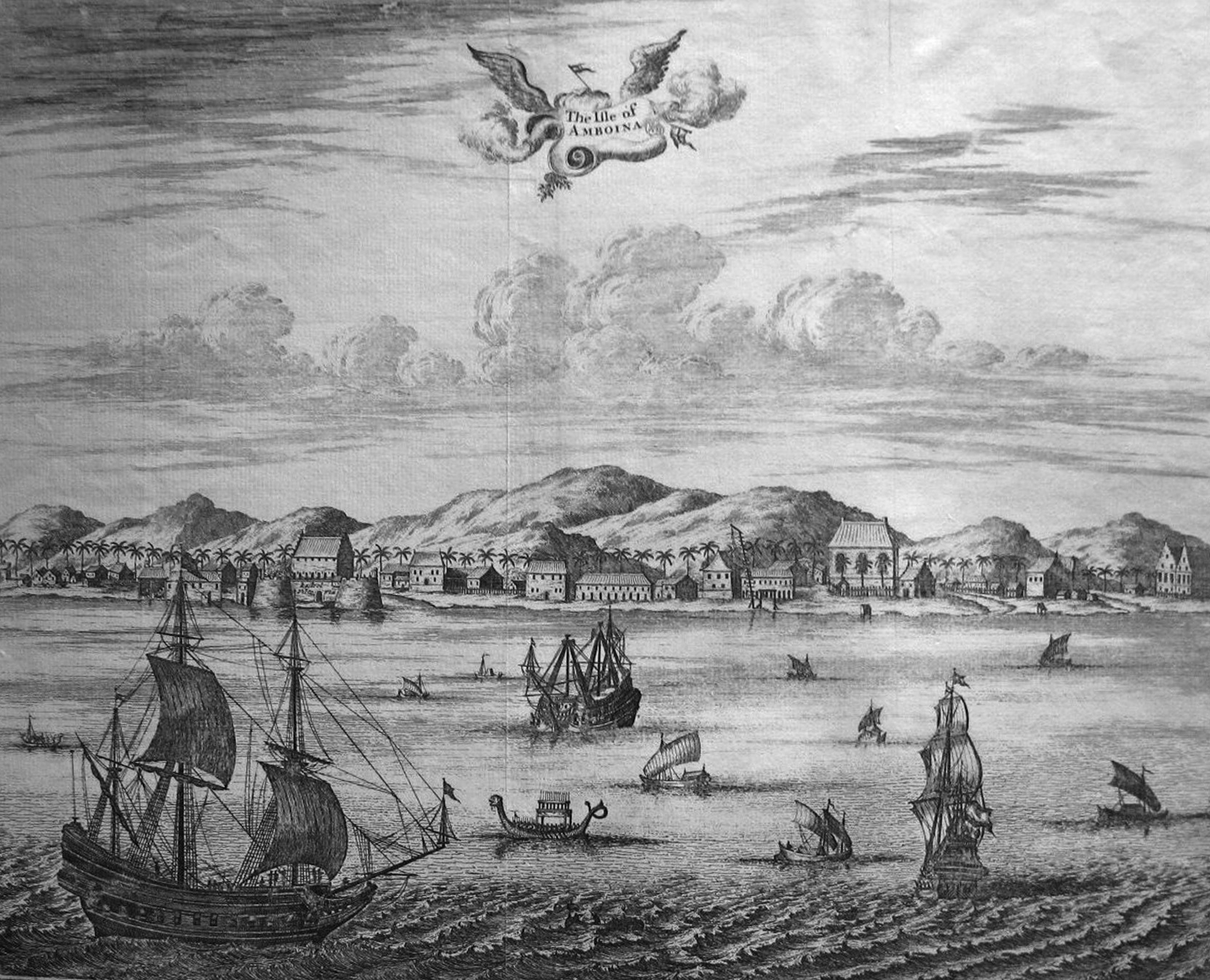
Fábrica neerlandesa en la Ambon, de principios a mediados del.

En 1648 las Provincias Unidas concluyeron la Paz de Münster con España. Debido a la división de poderes en las Provincias Unidas de los Países Bajos, el ejército y la armada eran la base principal del poder del Stadtholder, aunque el presupuesto que se les asignaba era fijado por los Estados Generales. Con la llegada de la paz, los Estados Generales decidieron desmantelar la mayor parte del ejército neerlandés. Esto provocó un conflicto entre las principales ciudades neerlandesas y el nuevo jefe de Estado, Guillermo II de Orange-Nassau, llevando a la República al borde de la guerra civil. La inesperada muerte del Stadtholder en 1650 no hizo más que aumentar las tensiones políticas.

### Inglaterra

#### Tudor
En el siglo XVI Isabel I de Inglaterra construyó su armada para llevar a cabo misiones de "corsarismo" o piratería de largo alcance contra los intereses globales del Imperio español, ejemplificados por los ataques de Francis Drake a la marina mercante española y sus puertos. En parte para proporcionar un pretexto para las hostilidades en curso contra España, Isabel ayudó a la guerra de los Ochenta Años (1581) contra el Reino de España firmando el Tratado de Nonsuch en 1585 con el nuevo estado neerlandés de las Provincias Unidas.

#### Stuart
Tras la muerte de Isabel, las relaciones anglo-españolas comenzaron a mejorar bajo el mandato de Jacobo I, y la Paz de 1604 puso fin a la mayoría de las acciones corsarias (hasta el estallido de la siguiente guerra anglo-española durante la guerra de los Treinta Años). La falta de fondos llevó entonces a descuidar la Armada Real.
Más tarde, el simpatizante católico Carlos I de Inglaterra realizó una serie de acuerdos secretos con España, dirigidos contra el poder marítimo neerlandés. También se embarcó en un importante programa de reconstrucción naval, imponiendo el impuesto de dinero para barcos para financiar la construcción de buques de prestigio como el HMS Sovereign of the Seas. Pero temeroso de poner en peligro sus relaciones con el poderoso stadtholder neerlandés Federico Enrique, Príncipe de Orange, su ayuda a España se limitó en la práctica a permitir que las tropas de los Habsburgo que se dirigían a Dunkerque hicieran uso de la navegación inglesa. Sin embargo, en 1639, cuando una gran flota de transporte española buscó refugio en el fondeadero inglés Downs frente a la ciudad de Deal en Kent, Carlos decidió no protegerla contra un ataque neerlandés; la resultante Batalla de los Downs minó tanto el poder marítimo español como la reputación de Carlos en España.
Mientras tanto, en el Nuevo Mundo, las fuerzas navales de los Nuevos Países Bajos neerlandeses y de la Colonia de la Bahía de Massachusetts inglesa se disputaban gran parte de la costa noreste de América.

#### Cromwell
El estallido de la guerra civil inglesa en 1642 dio comienzo a un período en el que la posición naval de Inglaterra se vio gravemente debilitada. Su armada estaba dividida internamente, aunque sus oficiales tendían a favorecer al bando parlamentario; sin embargo, tras la ejecución por decapitación pública del rey Carlos en 1649, Oliver Cromwell consiguió unir a su país en la Commonwealth de Inglaterra. A continuación, renovó la armada ampliando el número de barcos, promoviendo a los oficiales por sus méritos y no por sus conexiones familiares, y reprimiendo la malversación de fondos por parte de los proveedores y el personal de los astilleros, con lo que Inglaterra se posicionó para desafiar el dominio del comercio neerlandés a nivel mundial.
El ambiente en Inglaterra se volvió cada vez más beligerante hacia los neerlandeses. En parte, esto se debía a antiguos desaires percibidos: se consideraba que los neerlandeses habían demostrado ser ingratos por la ayuda que habían recibido contra los españoles al hacerse más fuertes que sus antiguos protectores ingleses; capturaban la mayor parte del arenque de la costa oriental inglesa; habían expulsado a los ingleses de las Indias Orientales; y apelaban ruidosamente al principio del libre comercio para eludir los impuestos en las colonias inglesas. También había nuevos puntos de conflicto: con el declive del poder español al final de la guerra de los Treinta Años en 1648, las posesiones coloniales del Imperio portugués (ya en plena Guerra de Restauración portuguesa) y quizás incluso las del propio Imperio Español estaban en juego.
Cromwell temía la influencia tanto de la facción partidaria de los Orange como de los monárquicos ingleses exiliados en la República; los Stadtholders habían apoyado a los monarcas Estuardo -William II de Orange se había casado con la hija de Carlos I de Inglaterra en 1641- y aborrecían el juicio y la ejecución de Carlos I.
A principios de 1651, Cromwell intentó aliviar las tensiones enviando una delegación a La Haya proponiendo que las Provincias Unidas de los Países Bajos se uniera a la Mancomunidad y ayudara a los ingleses a conquistar la mayor parte de América Española por sus valiosísimos recursos. Este intento apenas velado de acabar con la soberanía neerlandesa atrayéndola a una alianza desigual con Inglaterra condujo de hecho a la guerra: la facción pacifista gobernante en las Provincias Unidas de los Países Bajos fue incapaz de formular una respuesta a esta inesperada oferta y los orangistas pro-Stuart incitaron a las turbas a acosar a los enviados de Cromwell. Cuando la delegación regresó a casa, el Parlamento inglés decidió seguir una política de confrontación.

## Guerras

### Primera guerra: 1652-1654

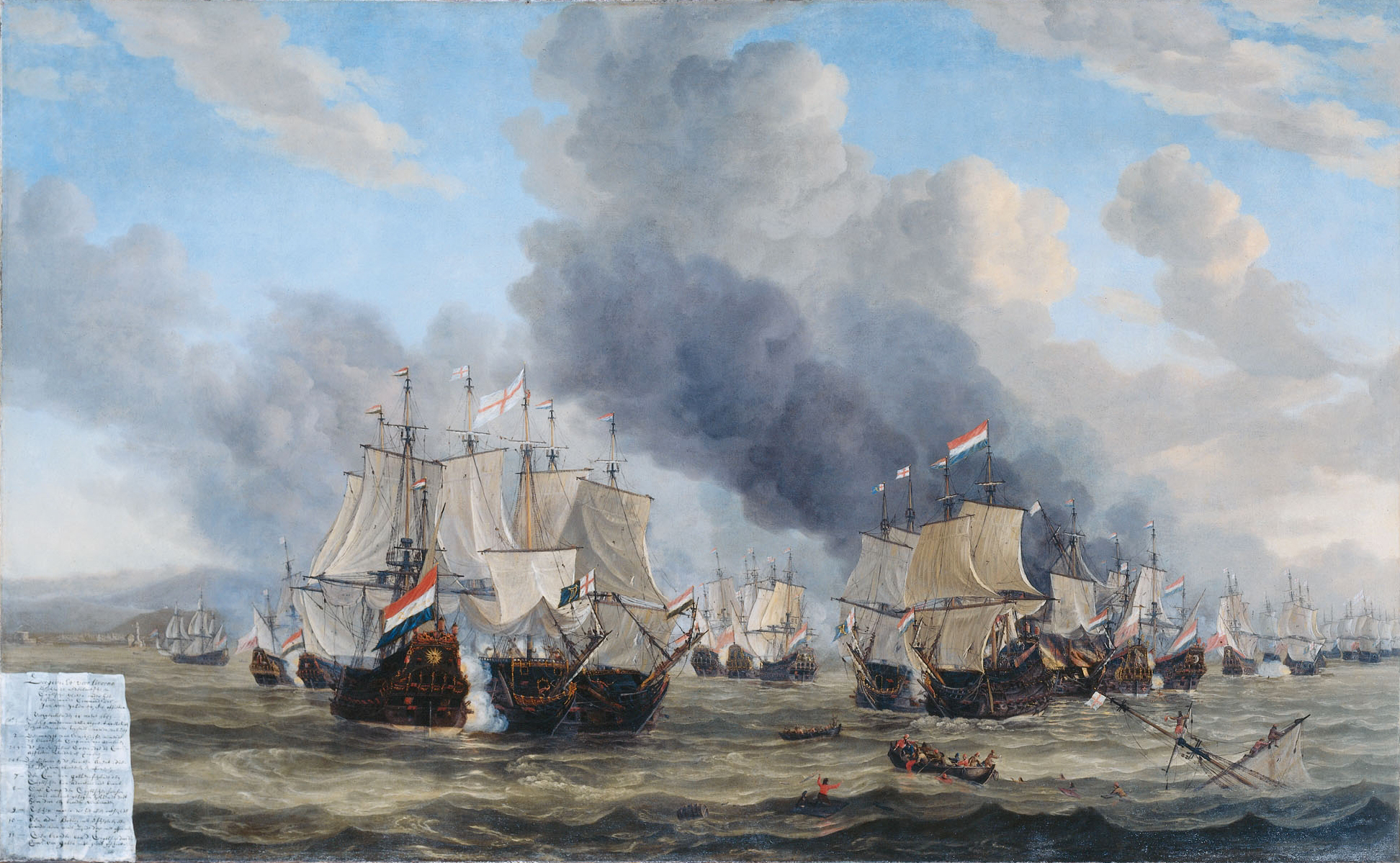
La Batalla de Leghorn, 4 de marzo de 1653.

Como resultado del ambicioso programa de expansión naval de Cromwell, en un momento en el que el almirantazgo neerlandés estaba vendiendo muchos de sus propios buques de guerra, los británicos llegaron a poseer un mayor número de buques de guerra más grandes y potentes construidos expresamente que sus rivales del otro lado del Mar del Norte. Sin embargo, los neerlandeses tenían muchos más barcos de carga, junto con tarifas de flete más bajas, mejor financiación y una mayor gama de productos manufacturados para vender - aunque los barcos neerlandeses fueron bloqueados por los españoles de las operaciones en la mayor parte del sur de Europa, dando a los ingleses una ventaja allí.
Para proteger su posición en América del Norte, en octubre de 1651 el Parlamento inglés aprobó la primera de las Leyes de Navegación, que ordenaba que todas las mercancías importadas a Inglaterra debían ser transportadas por barcos ingleses o de los países exportadores, excluyendo así a los intermediarios (en su mayoría neerlandeses). Esta medida típicamente mercantilista como tal no perjudicó mucho a los nerlandeses, ya que el comercio inglés era relativamente poco importante para ellos, pero fue utilizada por los numerosos piratas que operaban desde territorio británico como un pretexto ideal para apoderarse legalmente de cualquier barco neerlandés que encontraran.
Los neerlandeses respondieron a la creciente intimidación alistando un gran número de mercantes armados en su armada. Los ingleses, tratando de revivir un antiguo derecho que consideraban que tenían de ser reconocidos como "señores de los mares", exigieron que otros barcos huelga de bandera en saludo a sus barcos, incluso en puertos extranjeros. El 29 de mayo de 1652, el teniente almirante Maarten Tromp se negó a mostrar la respetuosa prisa que se esperaba al arriar su bandera para saludar a una flota inglesa que se encontraba. Esto dio lugar a una escaramuza, la Battle of Dover, tras la cual la Commonwealth declaró la guerra el 10 de julio.

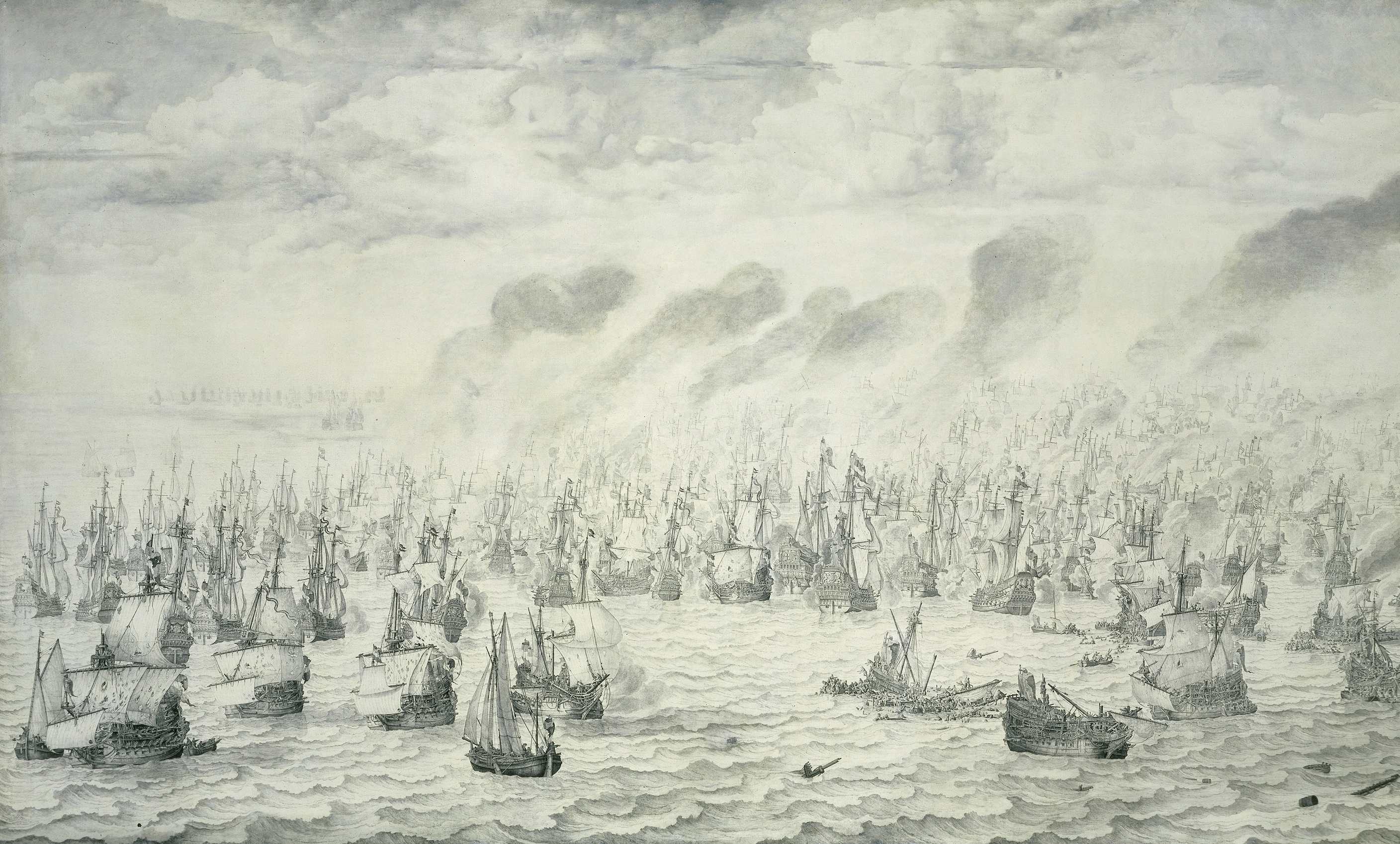
La Batalla de Scheveningen, 10 de agosto de 1653.

Después de algunos combates menores no concluyentes, los ingleses tuvieron éxito en la primera batalla importante, General en el mar Robert Blake derrotando al vicealmirante neerlandés Witte de With en la Batalla de Kentish Knock en octubre de 1652. Creyendo que la guerra estaba casi terminada, los ingleses dividieron sus fuerzas y en diciembre fueron derrotados por la flota del teniente-almirante Maarten Tromp en la Batalla de Dungeness en el Canal de la Mancha.
Los neerlandeses también salieron victoriosos en marzo de 1653, en la Batalla de Leghorn, cerca de Italia, y obtuvieron el control efectivo tanto del Mediterráneo como del Canal de la Mancha. Blake, recuperándose de una lesión, replanteó, junto con George Monck, todo el sistema de tácticas navales, y después del invierno de 1653 utilizó la línea de batalla, primero para expulsar a la armada neerlandesa del Canal de la Mancha en la Batalla de Portland y luego del Mar del Norte en la Batalla del Gabbard. Los neerlandeses no pudieron resistir eficazmente ya que los Estados Generales de los Países Bajos no habían atendido a tiempo las advertencias de sus almirantes de que se necesitaban buques de guerra mucho más grandes.
En la Batalla de Scheveningen final, el 10 de agosto de 1653, Tromp murió, lo que supuso un golpe para la moral neerlandesa, pero los ingleses tuvieron que poner fin a su bloqueo de la costa neerlandesa. Como ambas naciones estaban ya agotadas y Cromwell había disuelto el belicoso Rump Parliament, las negociaciones de paz en curso pudieron llegar a buen puerto, aunque tras muchos meses de lentos intercambios diplomáticos.
La guerra terminó el 5 de abril de 1654, con la firma del Tratado de Westminster (ratificado por los Estados Generales el 8 de mayo), pero la rivalidad comercial no se resolvió, ya que los ingleses no lograron sustituir a los neeelandeses como nación comercial dominante en el mundo. El tratado contenía un anexo secreto, el Acta de Reclusión, por el que se prohibía al infante Príncipe Guillermo III de Orange convertirse en stadtholder de la provincia de Holanda, lo que resultaría ser una futura causa de descontento. En 1653 los neerlandeses habían iniciado un importante programa de expansión naval, construyendo sesenta buques más grandes, cerrando en parte la brecha cualitativa con la flota inglesa. Cromwell, tras iniciar la guerra contra España sin ayuda neerlandesa, evitó durante su gobierno un nuevo conflicto con la República, aunque los neerlandeses en el mismo periodo derrotaron a sus aliados portugueses y suecos.

### Segunda guerra: 1665-1667
Después de la Restauración inglesa en 1660, Carlos II intentó por medios diplomáticos convertir a su sobrino, Príncipe Guillermo III de Orange, en estadista de la República. Al mismo tiempo, Carlos promovió una serie de políticas mercantilistas antineerlandesas, que provocaron un aumento del patrioterismo en Inglaterra, estando el país, como dijo Samuel Pepys, "loco por la guerra".
Los mercaderes ingleses y las compañías fletadas como la Compañía de las Indias Orientales, la Royal Adventurers Trading into Africa y la Compañía de Levante, calcularon que podían arrebatar la primacía económica mundial a los neerlandeses. Calcularon que una combinación de batallas navales y misiones corsarias irregulares paralizarían a las Provincias Unidas de los Países Bajos y obligarían a los Estados Generales a aceptar una paz favorable. El plan consistía en reponer los barcos ingleses, y pagar a los marineros, con el botín incautado a los buques mercantes neerlandeses capturados que volvían de ultramar.
En 1665 se capturaron muchos barcos neerlandeses, y el comercio y la industria neerlandeses se vieron perjudicados. Los ingleses lograron varias victorias en batalla, como la toma de la colonia neerlandesa de Nueva Holanda (actual Nueva York) por el hermano de Carlos, el futuro Jacobo II; pero también hubo victorias holandesas, como la captura del buque insignia inglés Prince Royal durante la Batalla de los Cuatro Días -objeto de un famoso cuadro de Willem van de Velde.
El comercio marítimo neerlandés se recuperó a partir de 1666, mientras que el esfuerzo bélico inglés y su economía se resintieron cuando el país fue asolado por la peste y gran parte de la corazón comercial de la capital fue quemada hasta los cimientos por el Gran Incendio de Londres (que fue generalmente interpretado en la República Holandesa como un castigo divino por la Hoguera de Holmes).
Un ataque sorpresa en junio de 1667, el Asalto al Medway, contra la flota inglesa en su puerto de origen, podría decirse que ganó la guerra para los neerlandeses; se considera una de las derrotas más humillantes de la historia militar británica. Una flotilla de barcos liderada por Admiral de Ruyter navegó por el estuario del Támesis, rompió las defensas que custodiaban el puerto de Chatham, incendió los barcos de la flota inglesa allí amarrados y remolcó el HMS Unity y el Royal Charles, el orgullo de la flota inglesa. También en junio de 1667, los neerlandeses navegaron con un barco desde Nueva Ámsterdam hasta lo que hoy es Hampton Roads, Virginia, destruyendo un barco británico en el puerto y atacando su fuerte.
El golpe de martillo en Chatham tuvo un gran impacto psicológico en toda Inglaterra. Esto, junto con el coste de la guerra y el gasto extravagante de la corte de Carlos, produjo un ambiente de rebeldía en Londres. Carlos ordenó a los enviados ingleses en Breda que firmaran rápidamente la paz con los neerlandeses, ya que temía una revuelta abierta contra él.

### Tercera guerra: 1672-1674

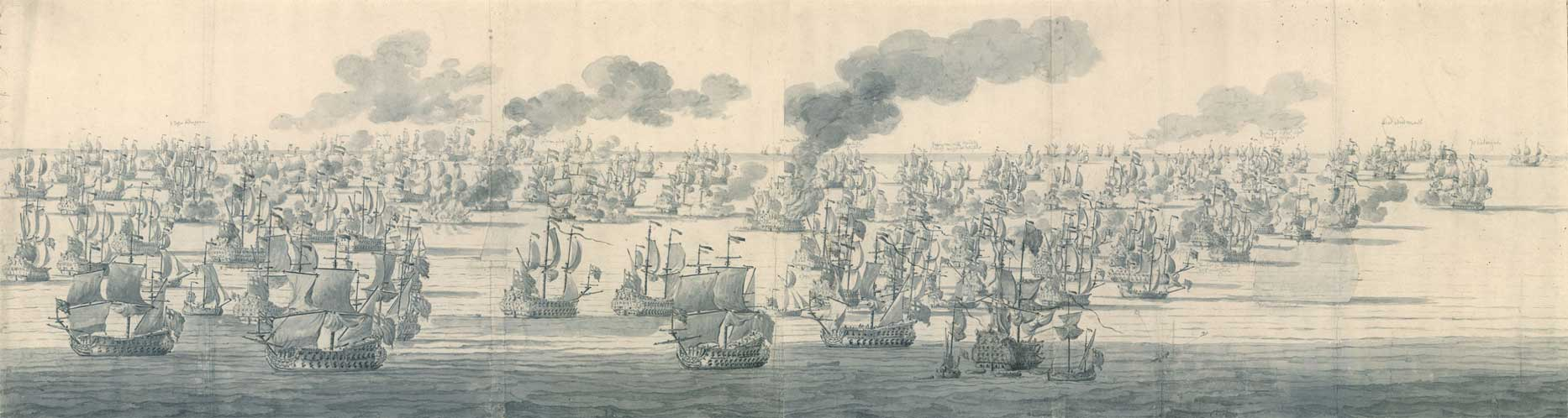
La Batalla de Solebay, 7 de junio de 1672

Pronto se reconstruyó la armada inglesa. Después de los bochornosos sucesos de la guerra anterior, la opinión pública inglesa no estaba entusiasmada con el inicio de una nueva. Sin embargo, al estar obligado por el Tratado de Dover secreto, Carlos II se vio obligado a ayudar a Luis XIV en su ataque a la República Holandesa en la Guerra Franco-Holandesa. Cuando el ejército francés fue detenido por la Línea de Agua Holandesa (un sistema de defensa con inundaciones estratégicas), se intentó invadir La República por mar. De Ruyter obtuvo cuatro victorias estratégicas contra la flota anglo-francesa e impidió la invasión.
Tras estos fracasos, el Parlamento inglés obligó a Carlos a firmar la paz.

### Cuarta guerra: 1780-1784
La Revolución Gloriosa de 1688 puso fin al conflicto del siglo XVII al colocar a Guillermo III de Orange-Nassau en el trono inglés como cogobernante con su esposa Mary. Esto resultó ser una victoria pírrica para la causa neerlandesa. La principal preocupación de Guillermo había sido poner a los ingleses del mismo lado que los neerlandeses en su competencia contra Francia. Tras convertirse en rey de Inglaterra, concedió muchos privilegios a la Marina Real para asegurarse su lealtad y cooperación. Guillermo ordenó que cualquier flota anglo-neerlandesa estuviera bajo el mando inglés, teniendo la armada neerlandesa el 60 % de la fuerza de la inglesa.

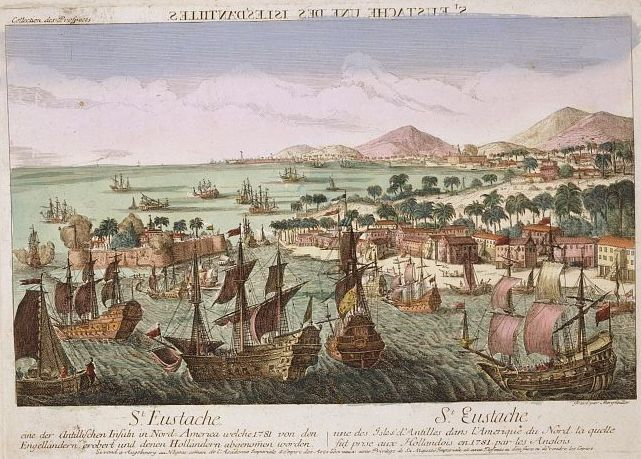
La captura de Sint Eustatius por la flota británica en 1781. La isla es saqueada por los británicos

En 1707 se produjo la unión formal entre los reinos de Inglaterra y Escocia, con el nuevo y más poderoso Reino de Gran Bretaña gobernado por el Parlamento con sede en Londres. Este nuevo estado británico se convirtió cada vez más en la fuerza militar y económica dominante. La élite mercantil neerlandesa comenzó a utilizar Londres como nueva base de operaciones y el crecimiento económico neerlandés se ralentizó. A partir de 1720, aproximadamente, la riqueza neerlandesa dejó de crecer en absoluto; hacia 1780 el producto nacional bruto per cápita del Reino de Gran Bretaña superó al de los neerlandeses. Mientras que en el siglo XVII el éxito comercial de los neerlandeses había inspirado los celos y la admiración de los ingleses, a finales del siglo XVIII el crecimiento del poder británico, y la pérdida simultánea de la preeminencia de Ámsterdam, provocó el resentimiento de los neerlandeses.
Cuando las Provincias Unidas de los Países Bajos comenzó a apoyar a los americanos que se habían rebelado contra la Corona Británica, esto condujo a la cuarta guerra, e hizo que las Provincias Unidas de los Países Bajosfuera a su vez fatalmente vulnerable a los franceses, y que pronto se viera sometida a un cambio de régimen. La armada neerlandesa era ya sólo una sombra de lo que era, con sólo una veintena de barcos de línea, por lo que no hubo grandes batallas de flotas. Los británicos intentaron reducir la República al estatus de un protectorado británico, utilizando la presión militar de Prusia y obteniendo el control fáctico de las colonias neerlandesas, devolviendo las conquistadas durante la guerra al final de la misma. Los neerlandeses seguían manteniendo algunas posiciones clave en el comercio europeo con Asia, como la Colonia del Cabo, Ceilán y Malaca. La guerra había provocado una nueva ronda de construcción de barcos neerlandeses (95 buques de guerra en el último cuarto del siglo XVIII), pero los británicos mantuvieron su absoluta superioridad numérica duplicando su flota en el mismo tiempo.

### Guerras posteriores
En las Revolucionarias Francesas y guerras napoleónicas de 1793-1815, Francia redujo a los Países Bajos a un satélite y finalmente se anexionó el país en 1810. En 1797 la flota neerlandesa fue derrotada por los británicos en la batalla de Camperdown. Francia consideraba que tanto la flota neerlandesa existente como la gran capacidad de construcción naval neerlandesa eran activos muy importantes, pero después de la batalla de Trafalgar renunció a su intento de igualar la flota británica, a pesar de un fuerte lobby neerlandés en este sentido. Tras la incorporación de los Países Bajos al Imperio Francés en 1810, Gran Bretaña terminó de apoderarse de todas las colonias neerlandesas. Con la firma del Tratado anglo-neerlandés de 1814, Gran Bretaña devolvió todas esas colonias al nuevo Reino de los Países Bajos, con la excepción de el Cabo,  Ceilán y parte de la Guayana Neerlandesa.
Algunos historiadores consideran las guerras entre Gran Bretaña y la República Bátava y el Provincias Unidas de los Países Bajos durante la época napoleónica como la Quinta y Sexta guerras anglo-neerlandesas.